# Бутович Степан Іванович

Бутович Степан Іванович (1631—1717)  — Генеральний осавул військової канцелярії гетьмана Івана Скоропадського (1709—1717 рр.)

## Кар'єра
Степан Бутович одружився із донькою Чернігівського полковника Якова Лизогуба — Марією (1637—1737). Це дало йому можливість з кінця XVII століття посідати сотенні й полкові посади в Чернігівському полку. В 1689 році — він був призначений Седнівським старостою — «слуга его милости полковника черниговского и староста седневский». http://uk.rodovid.org[недоступне посилання з червня 2019]

## Державна служба
В 1709—1717 роках займав посаду Генерального осавула у військовій канцелярії гетьмана Івана Скоропадського. В 1711 військо під командуванням Степана Бутовича зазнало поразки в бою під Лисянкою від армії Пилипа Орлика під час його походу на Правобережну Україну. Сам Бутович потрапив в полон до татар — союзників П. Орлика.
|  | ...въ янв. 1711 г. подъ Лысянкою попался въ неволю басурманскую, изъ коей освободился въ сент. 1711 г." |

## Родина
Діти та онуки С.Бутовича отримували чини переважно бунчукових товаришів, військових товаришів, військових канцеляристів. Серед них були священики, військовослужбовці, статські чиновники, працівники судів.
Його донька Уляна була дружиною гадяцького полковника Михайла Милорадовича.